# Học viện Khoa học Unarius
Unarius là một tổ chức phi lợi nhuận của Mỹ được thành lập vào năm 1954 tại Los Angeles, California, và có trụ sở chính tại El Cajon, California. Tổ chức này có mục đích thúc đẩy nền "khoa học sự sống liên chiều" mới dựa trên các nguyên tắc vật lý "chiều thứ tư. Các trung tâm Unarius tồn tại ở Canada, New Zealand, Nigeria, Vương quốc Liên hiệp Anh và nhiều địa điểm khác nhau ở Hoa Kỳ.
Unarius là từ viết tắt của "Universal Articulate Interdimensional Understanding of Science" (Sự hiểu biết đa chiều về khoa học phổ quát). Nhà sáng lập và những "người dẫn kênh" và "người dẫn kênh phụ" tiếp theo đã viết những cuốn sách chứa đầy các luận thuyết được truyền tải từ những sinh vật được cho là sở hữu trí tuệ tiên tiến tồn tại trên các cõi giới tần số cao hơn. Hơn 100 tập đã được xuất bản từ năm 1954.

## Lịch sử
Nhóm này được Ernest Norman (1904–1971) và vợ ông là Ruth Norman (1900–1993) thành lập vào tháng 2 năm 1954 tại Los Angeles, California. Từ năm 1954–1971, khi Ernest vẫn còn kiểm soát tổ chức đã xác định "sứ mệnh" là sự giải thích và quảng bá khoa học về sự sống liên chiều trong những cuốn sách mà ông viết. Ernest nói rằng ông đã truyền tải tài liệu thông qua các kết nối tâm linh của mình với những trí thông minh ngoài Trái Đất.
Trong khoảng thời gian từ 1972–1993, dưới sự chỉ đạo của Ruth Norman, tổ chức này đã phát triển và có danh tiếng cao hơn trước công chúng. "Sứ mệnh" phát triển thành việc đưa Unarius đến với đại chúng. Cô đã nhận lời phỏng vấn, xuất hiện trên chương trình Late Night with David Letterman và The David Susskind Show và xây dựng một studio sản xuất video vào cuối thập niên 1970. Những sản phẩm video của Unarius bắt đầu xuất hiện trên các đài truyền hình cáp công cộng trên toàn nước Mỹ. Năm 2000, Diana Tumminia tuyên bố rằng tại một số thành phố ở Nam California, các kênh truyền dẫn công cộng địa phương đã tổ chức những buổi chiếu phim Unarian hàng tuần.
Khi Unarius dần trở nên nổi tiếng thì tổ chức này mới được giới thiệu trên các bài báo và tạp chí cũng như đài phát thanh và truyền hình. Sau cái chết của Ruth vào năm 1993, Charles Louis Spiegel (còn gọi là Antares) trở thành giám đốc, một chức vụ mà ông vẫn nắm giữ cho đến khi qua đời vào ngày 22 tháng 12 năm 1999. Kể từ cái chết của Ruth vào năm 1993, tổ chức này gặp phải khó khăn, đặc biệt là từ năm 2001, khi cuộc đổ bộ của hạm đội vũ trụ do Spiegel dự đoán vào năm 1980 đã không xảy ra.
Người Unarius tin vào sự bất tử của linh hồn và tất cả mọi người đều đã tái sinh nhiều lần. Họ cũng tin rằng Hệ Mặt Trời từng là nơi sinh sống của các nền văn minh liên hành tinh cổ đại. Người ngoài hành tinh được cho là "con người" đã sống trên Trái Đất và trên các hành tinh khác ngoài Hệ Mặt Trời. Họ được cho là tiến bộ hơn con người cả về mặt tâm linh và khoa học.
Trong cuốn sách có nhan đề The Truth About Mars (Sự thật về Sao Hỏa), Ernest tuyên bố rằng người Trung Quốc đã tiến hóa từ những người di cư liên sao cổ đại bắt đầu xâm chiếm Sao Hỏa từ một triệu năm trước. Họ được cho là đã quay trở lại Sao Hỏa sinh sống ở các thành phố dưới lòng đất, sau khi bị cư dân bản địa trên Trái Đất tấn công. Một nhóm bị tách ra đã không quay trở lại cùng họ và nhóm này liền phân nhánh và hình thành nên nhiều kiểu gen chủng tộc châu Á khác nhau.

## Sáng lập viên
Ernest tự nhận mình là một thần đồng, đã đọc hết tất cả sách của cha mình (một bác sĩ xuất thân từ vùng Scandinavia) cùng với việc đi học chính thức. Ông tuyên bố rằng hồi còn nhỏ tuổi, ông đã thực hiện những kỳ công bất ngờ cho gia đình, hàng xóm và giáo viên như di chuyển một chuồng thỏ nặng bằng cách sử dụng định lý Archimedes và mấy khúc gỗ nhỏ, chế tạo đài phát thanh và giành chiến thắng trong những buổi tranh luận với cha mẹ và giáo viên. Theo Unarius, ông là một nhà khoa học và kỹ sư hàng không sở hữu ý tưởng về ống truyền hình đã bị đánh cắp.
Xác nhận bản thân có sở hữu khả năng ngoại cảm, Ernest khởi đầu sự nghiệp siêu hình học của mình khi nhận xem chỉ tay và cũng từng có nói với phụ nữ về nơi ở và những cái chết của người thân của họ vào năm 1942–1945 trong Thế chiến thứ hai. Khi mô tả của ông về những trường hợp tử vong được cho là đã làm giảm tinh thần tại các nhà máy chiến tranh mà ông làm việc, ông bèn bỏ đi và bắt đầu giảng dạy về triết lý của chính mình tại các nhà thờ thần học từ giữa đến cuối thập niên 1940. Trước khi gặp Ruth và bắt đầu sứ mệnh của họ, Ernest đã đọc sách giáo lý tại các nhà thờ tâm linh.
Ruth sinh năm 1900 là con cả trong gia đình có 8 người con. Bà từng đảm nhận nhiều công việc để trợ giúp gia đình, chẳng hạn như làm người đóng gói trái cây và giúp việc nhà. Bà sinh được một cô con gái trong cuộc hôn nhân của mình. Bà mua một nhà nghỉ, mở một nhà hàng và làm việc tại một nhà máy đóng hộp khi bà 50 tuổi.
Cả Ernest và Ruth đều có kinh nghiệm về thuyết tâm linh trước cơn sốt UFO vào cuối thập niên 1940. Vào đầu thập niên 1950, các nhà thần bí tại một hội nghị tâm linh mà Ruth từng tham dự đã nói với bà rằng bà đang bị những nhà thông thái có bộ râu dài mang theo sách theo dõi và rằng chính bà sẽ giúp mang những cuốn sách này đến trong tương lai. Điều tương tự này được giới thần bí học khác tại cùng một hội nghị nói với Ernest trước khi họ gặp nhau và sau đó kết hôn. Sách ghi ngày kết hôn của họ là vào năm 1954, và ngày kỷ niệm của họ được Unarius tổ chức vào ngày 14 tháng 2. Tumminia nói rằng sự kết hợp của họ đã mang lại "sứ mệnh" của riêng họ.
Trong vòng vài tuần sau cuộc hôn nhân của họ, Ernest bắt đầu viết cuốn sách đầu tiên của Unarius mang tên The Voice of Venus. Ruth về sau này gây tiếng vang trong nhóm với cả cuốn "Ioshanna" (1972–1979) và "Uriel" (1980–1993).

## Phân loại tôn giáo
Unarius, với tư cách là một tổ chức, phản đối mạnh mẽ việc phân loại chung nó là một tôn giáo. Unarius gọi nội dung và hoạt động giảng dạy của nó là "khoa học liên chiều" chứ không phải tôn giáo, và khẳng định rằng họ dạy sự hiểu biết "tâm linh" về "vật lý năng lượng cao" và luân hồi.
Trong khi Unarius thiếu sót các yếu tố chính thường gắn liền với tôn giáo, chẳng hạn như cấu trúc thứ bậc, linh mục và giáo sĩ, nghi thức nhập môn, lễ nghi hàng tuần, thì niềm tin của nó đáp ứng nhiều tiêu chí tôn giáo trong thực tế tâm linh được giảng dạy; con người phát triển tiềm năng tâm linh của mình qua nhiều kiếp sống; khái niệm về Anh em Vũ trụ về cơ bản là một giả định siêu nhiên vì chúng có vẻ khác nhau về bản chất và không thể chứng minh được về mặt thực nghiệm; chúng liên quan đến khái niệm thiện và ác của phương Tây và khái niệm nghiệp của phương Đông; các thực thể cao hơn được thông linh; các văn bản đọc lên hệt như thánh thư; và hệ thống niềm tin của nó có thể giải thích hoặc xua tan mọi hiện tượng, từ đó giải đáp mọi thắc mắc về ý nghĩa của những tín đồ theo đạo. Tín đồ Unarius không dâng lời cầu nguyện lên Chúa hoặc các thực thể cao hơn, mà thích dùng từ "tâm linh" hơn là "tôn giáo" để mô tả triết lý chủ đạo của nhóm này.
Ernest đã chỉ trích tôn giáo trong một số cuốn sách, đáng chú ý nhất là cuốn The Infinite Contact có mô tả chi tiết về nguồn gốc của Kitô giáo bắt nguồn từ Mithras giáo, Hỏa giáo và các cấu trúc tín ngưỡng cổ xưa khác nhau. Ernest đồng ý với Karl Marx rằng tôn giáo là "thuốc phiện của nhân dân", nhưng cũng chỉ ra rằng nhiều cá nhân vẫn đang ở một thời điểm trong quá trình tiến hóa của họ nơi mà tôn giáo vẫn phục vụ mục đích tích cực và ngăn họ làm hại đồng loại của mình.

## Nguyên lý và niềm tin
Unarius được thành lập để dạy "khoa học chiều thứ tư" hay còn gọi là "Khoa học về Sự sống", kết hợp các chủ đề New Age như "tần số hài hòa", nghiệp báo, tái sinh, ký ức tiền kiếp, thông linh và vũ trụ học phức tạp gồm "các hành tinh tâm linh". Những nguyên lý trung tâm của hệ thống niềm tin bao gồm mối liên hệ với "Anh em Vũ trụ" và một lời tiên tri về thiên niên kỷ dự đoán cuộc đổ bộ hàng loạt của các phi thuyền.
""Khoa học" này khẳng định rằng mọi thứ đều là năng lượng: nguyên tử, kiến thức cao hơn, cơ thể và trải nghiệm. Năng lượng này "rung động theo tần số và dạng sóng".
Niềm tin của Unarius có thể được chia thành bốn chủ đề: sự sống thông minh trên các hành tinh và thiên hà khác, trí thông minh sáng tạo vô hạn mà con người đang phát triển theo hướng trạng thái ý thức tiên tiến và niềm hy vọng ngàn năm về sự xuất hiện của một cuộc đổ bộ.  Theo Unarius, mục đích của cơ sở nghiên cứu này nhằm "thức tỉnh cá nhân về những cuộc tiếp xúc tiền kiếp, khả năng thấu thị của tâm trí và thực tế về mối liên hệ tâm linh của một người".
Mặc dù nhóm này thường nổi tiếng với những dự đoán về đĩa bay hạ cánh trên Trái Đất, Ernest nhấn mạnh những lời dạy tâm linh của ông là chìa khóa cho sự phát triển cá nhân và khả năng làm chủ hoàn cảnh vật chất. Trong một trường hợp nọ, ông buông lời chế giễu những kẻ đuổi theo đĩa bay như một biểu hiện khác của việc mọi người theo đuổi "cơ chế chạy trốn".